# Potenčna vrsta
Poténčna vŕsta (ene spremenljivke) je v matematiki neskončna vrsta oblike:
{\displaystyle f(x)=\sum _{n=0}^{\infty }a_{n}\left(x-a\right)^{n}=a_{0}+a_{1}(x-a)+a_{2}(x-a)^{2}+a_{3}(x-a)^{3}+\cdots }
kjer je an koeficient n-tega člena, a konstanta in x neodvisna spremenljivka okrog a. Vrsta po navadi nastane kot Taylorjeva vrsta kakšne znane funkcije.
V mnogih primerih je a enaka nič, na primer pri Maclaurinovi vrsti. Tedaj ima potenčna vrsta preprostejšo obliko:
{\displaystyle f(x)=\sum _{n=0}^{\infty }a_{n}x^{n}=a_{0}+a_{1}x+a_{2}x^{2}+a_{3}x^{3}+\cdots \!\,.}

## Uporaba potenčnih vrst
Potenčne vrste se uporabljajo prvenstveno v analizi, pa tudi v kombinatoriki kot rodovne funkcije in elektrotehniki kot Z-transformacije. Tudi na splošno znani desetiški zapis celih števil se lahko gleda kot na potenčno vrsto, kjer je argument x določen kot 10. V teoriji števil je pojem p-adičnih števil v tesni zvezi s potenčnimi vrstami.

## Zgledi potenčnih vrst

### Elementarne funkcije
Vsak polinom se lahko razvije v potenčno vrsto okrog poljubne točke a, čeprav je točka največkrat kar 0. Polinom {\displaystyle f(x)=x^{2}+2x+3} se lahko na primer zapiše kot potenčno vrsto s središčem a = 0 kot:
{\displaystyle f(x)=3+2x+1x^{2}+0x^{3}+0x^{4}+\cdots \!\,}
ali okrog središča {\displaystyle a=1} kot:
{\displaystyle f(x)=6+4(x-1)+1(x-1)^{2}+0(x-1)^{3}+0(x-1)^{4}+\cdots \!\,}
ali v resnici okrog poljubnega središča a. Na potenčne vrste se lahko gleda kot na »polinome neskončne stopnje«, čeprav potenčne vrste niso polinomi.
Geometrična vrsta:
{\displaystyle {\frac {1}{1-x}}=\sum _{n=0}^{\infty }x^{n}=1+x+x^{2}+x^{3}+\cdots ,\qquad |x|\in (-\infty ,1]\!\,,}
je eden najpomembnejših zgledov potenčnih vrst. Enako je pomembna tudi eksponentna funkcija:
{\displaystyle e^{x}=\sum _{n=0}^{\infty }{\frac {x^{n}}{n!}}=1+{\frac {x}{1!}}+{\frac {x^{2}}{2!}}+{\frac {x^{3}}{3!}}+\cdots ,\qquad |x|\in (-\infty ,\infty )\!\,.}
Te potenčne vrste so tudi zgledi Taylorjevih vrst. Obstajajo potenčne vrste, ki niso Taylorjeve vrste nobene funkcije. Na primer:
{\displaystyle \sum _{n=0}^{\infty }n!x^{n}=1+1!x+2!x^{2}+3!x^{3}+\cdots ,\qquad x\neq 0\!\,.}
Negativne potence v potenčnih vrstah ne nastopajo. Vrsta {\displaystyle 1+x^{-1}+x^{-2}+\cdots } ni potenčna vrsta, je pa Laurentova vrsta. Podobno ne nastopajo potence  z ulomki kot je {\displaystyle x^{1/2}}. Takšni primeri so Puiseuxove vrste. Koeficienti {\displaystyle a_{n}} ne smejo biti odvisni od spremenljivke {\displaystyle x}. Tako na primer vrsta:
{\displaystyle \sin(x)x+\sin(2x)x^{2}+\sin(3x)x^{3}+\cdots \!\,} ni potenčna vrsta.
Drugi zgledi znanih potenčnih vrst elementarnih funkcij so:
- logaritemski funkciji:

{\displaystyle \log(1+x)=\sum _{n=1}^{\infty }(-1)^{n+1}{\frac {\,x^{n}}{n}}=x-{\frac {x^{2}}{2}}+{\frac {x^{3}}{3}}-{\frac {x^{4}}{4}}\pm \cdots ,\qquad |x|\in (-\infty ,1]\!\,,}
{\displaystyle \log(1-x)=\sum _{n=1}^{\infty }{\frac {x^{n}}{n}}=-\left[x+{\frac {x^{2}}{2}}+{\frac {x^{3}}{3}}+{\frac {x^{4}}{4}}+\cdots \right],\qquad |x|\in (-\infty ,1]\!\,,}
- kvadratna korena:

{\displaystyle (1\pm x)^{1/2}=1\pm {\frac {1}{2}}x-{\frac {1\cdot 1}{2\cdot 4}}x^{2}\pm {\frac {1\cdot 1\cdot 3}{2\cdot 4\cdot 6}}x^{3}-{\frac {1\cdot 1\cdot 3\cdot 5}{2\cdot 4\cdot 6\cdot 8}}x^{4}\pm \cdots ,\qquad |x|\in (-\infty ,1]\!\,.}
- kotne funkcije:

{\displaystyle \sin x=x-{\frac {x^{3}}{3!}}+{\frac {x^{5}}{5!}}-{\frac {x^{7}}{7!}}+...+(-1)^{n}{\frac {x^{2n+1}}{(2n+1)!}}\pm ...,\qquad |x|\in (-\infty ,\infty ),}
{\displaystyle \cos x=1-{\frac {x^{2}}{2!}}+{\frac {x^{4}}{4!}}-{\frac {x^{6}}{6!}}+...+(-1)^{n}{\frac {x^{2n}}{(2n)!}}\pm ...,\qquad |x|\in (-\infty ,\infty ),}
{\displaystyle \mathrm {tg} \ x=x+{\frac {1}{3}}x^{3}+{\frac {2}{15}}x^{5}+{\frac {17}{315}}x^{7}+...+{\frac {2^{2n}\left(2^{2n}-1\right)}{(2n)!}}B_{n}x^{2n-1}+...,\qquad |x|\in (-\infty ,{\frac {\pi }{2}})\!\,.}

### Neelementarne funkcije
S potenčnimi vrstami se lahko velikokrat lažje kot s Taylorjevimi vrstami razvije elementarne pa tudi neelementarne funkcije. Takšni zgledi so na primer eliptični integrali ali pa integral oblike:
{\displaystyle \int {\frac {e^{x}}{x}}\mathrm {d} x\!\,,}
ki ni elementaren. Funkcijo {\displaystyle e^{x}/x} se razvije v potenčno vrsto:
{\displaystyle {\frac {e^{x}}{x}}={\frac {1}{x}}+1+{\frac {x}{2!}}+{\frac {x^{2}}{3!}}+{\frac {x^{3}}{4!}}+\cdots \!\,.}
Funkcija je v vsakem intervalu brez točke x = 0 enakomerno konvergentna in se jo lahko integrira po členih:
{\displaystyle \int _{a}^{x}{\frac {e^{x}}{x}}\mathrm {d} x=\log {\frac {x}{a}}+{\frac {x-a}{1!}}+{\frac {x^{2}-a^{2}}{2!2}}+{\frac {x^{3}-a^{3}}{3!3}}+\cdots ,a\in [0,x]\!\,.}

## Konvergenčni polmer
Potenčne vrste lahko konvergirajo za nekatere vrednosti spremenljivke x (vsaj za x = a) ali pa divergirajo za druge vrednosti. Vedno obstaja takšno število r,  0 ≤ r ≤ ∞, da bo vrsta za |x − a| < r konvergirala in divergirala za |x − a| > r. Število r (tudi označbi R ali {\displaystyle \rho }) se imenuje konvergenčni polmer potenčne vrste. V splošnem je določen kot:
{\displaystyle r=\liminf _{n\to \infty }\left|a_{n}\right|^{-{\frac {1}{n}}}\!\,,}
oziroma enakovredno (Cauchy-Hadamardova enačba): 
{\displaystyle r^{-1}=\limsup _{n\to \infty }\left|a_{n}\right|^{\frac {1}{n}}\!\,}
(glej največja in najmanjša limita). Če limita obstaja, se jo lahko izračuna kot:
{\displaystyle r^{-1}=\lim _{n\to \infty }\left|{a_{n+1} \over a_{n}}\right|\!\,.}
Glede konvergence potenčne vrste lahko nastopijo tri možnosti:
- {\displaystyle |x-a|<r} - potenčna vrsta absolutno konvergira in enakomerno konvergira na vsaki kompaktni podmnožici {x : |x − a| < r},

- {\displaystyle |x-a|>r} - potenčna vrsta divergira,

- {\displaystyle |x-a|=r} - v splošnem se ne da reči ali vrsta konvergira ali divergira. Abelov izrek trdi, da je vsota vrste zvezna v x, če vrsta konvergira v x.

## Operacije s potenčnimi vrstami

### Seštevanje in odštevanje
Kadar sta funkciji f in g razviti v potenčni vrsti okrog istega središča a, se lahko dobi vsoto ali razliko funkcij s seštevanjem ali odštevanjem po členih. Vsota funkcij, razvitih v potenčni vrsti:
{\displaystyle f(x)=\sum _{n=0}^{\infty }a_{n}(x-a)^{n}\!\,}
{\displaystyle g(x)=\sum _{n=0}^{\infty }b_{n}(x-a)^{n}\!\,,}
je enaka:
{\displaystyle f(x)\pm g(x)=\sum _{n=0}^{\infty }(a_{n}\pm b_{n})(x-a)^{n}\!\,}

### Množenje in deljenje
Podobno je produkt in kvocient dveh funkcij, razvitih kot zgoraj:
{\displaystyle f(x)g(x)=\left[\sum _{n=0}^{\infty }a_{n}(x-a)^{n}\right]\left[\sum _{n=0}^{\infty }b_{n}(x-a)^{n}\right]=\sum _{i=0}^{\infty }\sum _{j=0}^{\infty }a_{i}b_{j}(x-a)^{i+j}\!\,}
{\displaystyle f(x)g(x)=\sum _{n=0}^{\infty }\left[\sum _{i=0}^{n}a_{i}b_{n-i}\right](x-a)^{n}\!\,.}
Zaporedje {\displaystyle m_{n}:=\sum _{i=0}^{n}a_{i}b_{n-i}} je znano kot konvolucija zaporedja {\displaystyle a_{n}} in {\displaystyle b_{n}}.
Za kvocient je:
{\displaystyle {f(x) \over g(x)}={\sum _{n=0}^{\infty }a_{n}(x-a)^{n} \over \sum _{n=0}^{\infty }b_{n}(x-a)^{n}}=\sum _{n=0}^{\infty }d_{n}(x-a)^{n}\!\,}
{\displaystyle f(x)=\left[\sum _{n=0}^{\infty }b_{n}(x-a)^{n}\right]\left[\sum _{n=0}^{\infty }d_{n}(x-a)^{n}\right]\!\,}
in se uporabi produkt z upoštevanjem koeficientov.

### Odvajanje in integriranje
Kadar je funkcija podana kot potenčna vrsta, je zvezna, če konvergira, in odvedljiva v notranjosti te množice. Lahko se jo brez težav odvaja ali integrira po členih:
{\displaystyle f^{\prime }(x)=\sum _{n=1}^{\infty }a_{n}n\left(x-a\right)^{n-1}\!\,}
{\displaystyle \int f(x)\,\mathrm {d} x=\sum _{n=0}^{\infty }{\frac {a_{n}\left(x-a\right)^{n+1}}{n+1}}+C\!\,}
Obe tako nastali vrsti imata enak konvergenčni polmer kot izvirna vrsta.